# Vzliotni
Vzliotni (en rus: Взлётный) és un poble (un possiólok) de l'óblast de Saràtov, a Rússia, segons el cens del 2015 tenia 1.049 habitants. Pertany al districte municipal d'Engels.